# Кайдашева сім'я
«Кайдаше́ва сім'я́» — реалістична соціально-побутова повість українського письменника Івана Семеновича Нечуя-Левицького, написана 1878 року та вперше надрукована 1879 року у львівському журналі «Правда».
У повісті через серію трагікомічних ситуацій з життя родини Кайдашів демонструється шкода від духовної роз'єднаності, яка призводить до егоїзму, розбрату, невмілого користування спадком попередніх поколінь.

## Сюжет
Недалеко від Богуслава, в селі Семигори, живе Омелько Кайдаш з дружиною Марусею та синами — Карпом і Лавріном. Лаврін цікавиться з якою із знайомих дівчат Карпо одружився б, але Карпо не зізнається, що йому подобається Мотря Довбиш. Згодом Омелько, одержавши в пана гроші за виготовлені вози, пропиває їх у шинку з кумом.
Синам трапляється працювати в кутку села, де живе Мотря. Карпо залицяється до неї, одначе невдало, Мотря жартує і глузує з нього. В неділю Карпо сподівається побачити Мотрю в церкві, вона й сама гарно вдягається і врешті обоє домовляються про побачення, куди Карпо кличе музик. За два тижні Карпо з Мотрею святкують заручини.
Оскільки Довбиші багаті, Маруся, котра звикла на службі в пана бути улесливою, хоче показати себе з найкращого боку. Вона вихваляє Карпа, а невдовзі той одружується з Мотрею.
Почавши жити в родині Кайдашів, Мотря усвідомлює, що вони не такі працьовиті та спокійні, як здавалося до весілля. Маруся прагне покласти якомога більше роботи на невістку, починає ставитися до неї, як пані до служниці. Вони сваряться, Карпо заступається за дружину, та це не вирішує взаємної зневаги між свекрухою та невісткою. Мотря продовжує сваритися з Марусею через подарунки, наткане полотно й таке інше. Невістка вирішує далі дбати лише за себе з Карпом, демонстративно нехтуючи рештою родини. Омелько погоджується аби Карпо з Мотрею жили окремо, в новозбудованій хаті поруч, та мали своє поле.
Лаврін знайомиться в сусідньому селі Біївці з Мелашкою Балаш. Романтичніший за брата, він швидко справляє на дівчину гарне враження, хоча її батьки спершу проти стосунків з малознайомим хлопцем. Кайдаші вирушають до Балашів на оглядини. Родина виявляється бідною, Маруся нешанобливо ставиться до Балашів. Лаврін застерігає, що жити з його батьками буде непросто, проте Мелашка вирішує одружитися з ним.
Маруся бачить у другій невістці лише робочу силу, а та не наважується виступити проти зверхнього ставлення свекрухи. Коли Мелашка приїздить до батьків у гості, мати радить їй не терпіти принижень, а вчинити, як Мотря. Мелашка так само демонстративно турбується лише про себе з чоловіком.
До Кайдашів приходить баба Палажка Солов'їха, котра шукає собі супутників для подорожі на прощу до Київської Лаври. Мелашка бачить у цьому нагоду вирватися з товариства ненависної свекрухи та погоджується піти з Палажкою. Один з ченців, спокушений красою Мелашки, наважується поцілувати її, коли та спить, але в темряві цілує Палажку. Забобонна Палажка вважає, що це був чорт, і сповідується заново. Мелашка тим часом знайомиться з проскурницею, якій розповідає про свою злу свекруху та вирішує лишитися в Києві. Палажка ж, думаючи, що Мелашка вирушила з іншими прочанами, повертається в Семигори одна.
Кайдаші перелякані через зникнення невістки, в її пошуках звертаються до волосного, але той постановляє, що Мелашка сама собі дасть раду. Зрозумівши, що та не витримала її ставлення, Маруся з усією родиною вирушає на пошуки Мелашки до Києва. Знайшовши невістку, вона обіцяє добре до неї ставитися та підкріплює обіцянку щедрими подарунками. Мелашка повертається до Кайдашів, а згодом народжує сина.
У Кайдашів настає мир, проте Лаврін хоче господарювати сам, як Карпо. На відміну від брата, він не заводить своє господарство, а перебирає батькове. Омелько, бачачи це, починає все більше випивати, йому ввижаються примари. Одного разу п'яний Омелько йде за чумаком, що привидівся йому, і топиться. Сини ховають батька з великими почестями, а потім починають ділити спадок. Карпо стверджує, що отримав мало землі, до суперечки приєднуються Мотря та Мелашка. Не дійшовши згоди, Кайдаші йдуть до суду, який постановляє лишити за Карпом все те, що він отримав раніше. Через це не лише Карпо з Лавріном, а й Мотря з Мелашкою дедалі більше ненавидять одні одних. Мотря під час бійки виколює Марусі око. Громадський суд проголошує відділити хати Карпа та Лавріна тином. На якийсь час це справді сприяє миру.
Через півня, що забіг за тин, Мотря та Мелашка вкотре сваряться, що призводить до бійки. Потім груша з Карпової ділянки нависає над тином і Лаврінові діти їдять з неї плоди. Мотря проганяє дітей, б'є їх, Кайдаші йдуть до священника аби він їх розсудив. Але священник, бачачи, що ніяка згода не можлива, проганяє їх. Примирює Кайдашів лише випадковість — груша засихає, а з нею зникає і привід для сварок.

## Персонажі
Основні персонажі твору:
- Оме́лько Кайда́ш — голова сім'ї, працьовитий стельмах (майстер, який робить вози, сани, колеса), який вимагає працьовитості і від дітей. Важке життя, сповнене праці, відбилося і на його зовнішності («здорові жилаві руки, широке лице було сухорляве й бліде, наче лице в ченця») і на характері — Омелько знаходить розраду в побожності, що перетворюється на забобонність, в нього прогресує алкоголізм, який зрештою і призводить до загибелі. Омельку не вдається зберегти контроль над синами, вони нехтують батьком і ділять між собою його майно, роблячи Омелька непотрібним у власній родині.
- Мару́ся Кайдашиха — його дружина, яка на службі в пана набула лицемірства. Бувши колись служницею, вона сама поводиться з невістками як із прислугою, з презирством ставиться до бідніших за неї. Марусі притаманні дріб'язковість, егоїзм, а потім жадоба до володіння наділом землі, що стає причиною частих сварок і навіть бійок у сім'ї.
- Карпо́ Кайдашенко — старший син, мовчазний і завжди насуплений («Тонкі пружки його блідого лиця з тонкими губами мали в собі щось неласкаве. Гострі темні очі були ніби сердиті»). Увагу майбутньої дружини, Мотрі, завойовує завдяки грошам, найнявши музик. Карпо перший проявляє зневагу до батька, а потім відділяє своє господарство, щоб хазяйнувати окремо та убезпечити Мотрю від поганого ставлення матері. Після смерті батька зазіхає на господарство Лавріна, вважаючи, що отримав несправедливо малу частину спадку.
- Лаврі́н Кайдашенко — молодший син, у якого, на відміну від Карпа, приваблива зовнішність («Лаврінове молоде довгасте лице було рум'яне, веселі, сині, як небо, очі світилися привітно й ласкаво») та жартівливий, дотепний характер. Спершу Лаврін шанобливий, він поважає звичаї, романтичний. Стосунки з його дружиною, Мелашкою, вибудовуються на взаємному щирому коханні. Проте зневага матері до невістки зрештою підштовхує Лавріна стати егоїстом, ворогом власної родини.
- Мо́тря Кайдашенчиха (Довбиш) — старша невістка, дружина Карпа. Вона із заможної родини з того ж села Семигори. Узявши шлюб, поринула в тяжкі будні, де свекруха перекладає на неї всю хатню роботу. Щоденні сварки з Марусею зробили Мотрю нещирою, в'їдливою, сварливою жінкою, котра демонстративно то ігнорує свекруху, то зі злобою висміює її. Кульмінацією її конфлікту зі свекрухою стало те, що Мотря виколола їй око, сприймаючи це зі зловтіхою.
- Мела́шка Кайдашенчиха (Балаш) — молодша невістка, дружина Лавріна. Спершу щира, лагідна дівчина з села Біївці. Її родина була бідною, що одразу зробило Мелашку людиною нижчого гатунку в очах Марусі. Її щире кохання з Лавріном швидко зникає через зверхнє ставлення свекрухи. Витерпівши багато принижень, Мелашка починає наслідувати Мотрю, стає егоїсткою, котра без попереджень покидає чоловіка аби лише не бути поруч із Марусею. Поступово Мелашка втягується в сварки та бійки, залучається до ворожнечі з родиною Карпа та Мотрі.

Другорядні персонажі:
- Пара́ска Гриши́ха — відома в Семигорах як брехунка й пліткарка. Вона розповідає Лавріну про втечу Мелашки до Києва та підбурює його помститися за це матері, а потім покарати дружину. Параска ворогує з Палажкою, якій бажає всіляко нашкодити.
- Пала́жка Солов'ї́ха — забобонна жінка, яка бере з собою Мелашку на прощу до Києва. Палажка знає численні легенди про святих і святі місця, хоча звучать вони абсурдно (наприклад, описує фонтан як закам'янілого Самсона). Вона просить вибачення у тих, з ким сварилася, але після повернення з прощі сваритися не перестає. Почасти сприяє смерті Омелька, давши йому знахарської горілки.

## Жанрові особливості
Жанрова належність твору (соціально-побутова повість) реалізується в різноманітних побутових ситуаціях, які часто окреслюються у гумористичному плані. Схильність до відтворення комічних недоречностей письменник вважав однією з характерних рис українського народу, елементом національної психіки, багатої на «жарти, смішки, штукарства» та загалом на гумор, часом дуже сатиричний.

## Ідейно-тематичний зміст
«Кайдашева сім'я» розкривається в дії, яку рухають побутові суперечності. Проте підставою для цих суперечностей є влаштування самого суспільства у перші десятиріччя після скасування кріпацтва. У цьому творі художньо відтворено злободенні для того часу проблеми селянства: злиденне життя хліборобів, руйнування патріархального устрою, неосвіченість і забобонність селян. Разом із тим Іван Нечуй-Левицький також порушив інші проблеми.
З-поміж них окреме місце посідає тема знехтування особою батька, з чого і починаються чвари між Кайдашами: як буквального батька, Омелька Кайдаша, так і Бога. Працелюбний, побожний Омелько виявляється морально знищений своїми дітьми, котрі ставляться до батька як непотрібної людини, думка якої неважлива. При тому що Омелько, виснажений панщиною, бажає синам кращої долі, звертаючи увагу передусім на духовне благополуччя (наприклад, дозволяє одружитися по любові), Карпо та Лаврін ставляться до батька невдячно, відділяють себе від родинної єдності, дбаючи про матеріальний достаток.
Комічні епізоди слугують для вказівки на проблеми та конфлікти, спонукаючи до «сміху крізь сльози», самокритики. «Кайдашева сім'я» в сатиричній і гумористичній манері розкриває згубні егоїзм, бездуховність та черствість рідних між собою людей. Осуд негативних рис людської натури та суспільства в повісті закликає не розгубити такі риси свого характеру, як чуйність, людяність, щирість, повага, стриманість, щоб не допустити краху своєї родини та країни.
Реалістичності твору додає те, що окремі персонажі мали прототипів. Наприклад, прототипами Кайдашів була сім'я Мазурів із села Семигори, яка була відома на весь повіт постійними сварками, бійками й колотнечами. Мазури мали й реальних багатих сватів — Довбушів. Із серії комічних подій складається в цілому сумна картина, де родина марно витрачає сили і здоров'я на безглузді суперечки та чвари. Такий стан, на думку письменника, не відповідає справжній суті «народного духу». В його баченні головним лихом українського народу є духовна роз'єднаність, яка веде до егоїзму та навіть фізичного насилля між людьми, котрим належить жити разом, використовуючи надбання попередників задля спільного добробуту.

## Історія видання
Вперше повість надруковано в журналі «Правда» 1879 року. Того ж року друкарнею Товариства імені Шевченка твір було видрукувано і окремою книгою. Наступне видання відбулося у складі «Повістей Івана Левицького» 1887 року. Готуючи його, Іван Нечуй-Левицький переробив початок і кінець твору. Так, він істотно перероблено сцену марення старого Кайдаша в лісі, де той бачить святу Параскеву П'ятницю (якій він молився про звільнення від тяги до випивки). Ймовірно, автор вилучив цей епізод через неоднозначність сцени, де демонструється піднесено-містичний образ Омелька та водночас профанація релігійно-міфологічного образу святої. Цей епізод був таким:
|  | Він підняв блискучі очі, глянув на ліс і побачив диво дивне: над самим шпилем, серед лісу, на повітрі стояла свята П'ятниця, похожа на образ у церкві. Вона стояла в білій блискучій, наче витканій із срібла, широкій одежі. Довга одежа закривала їй ноги, бгалась під ними купами, неначе срібна хмара, спадала позад неї широкими та довгими семипілками, розстелялась далеко понад лісом і зливалась з зеленою дібровою та з синім небом в далекому тумані. Чорні густі коси розсипались по плечах; на голові блищали червоні та жовті квітки, а над квітками блищав золотий вінець, обсипаний дорогим камінням. Од того вінця падали на срібну одежу широкі червоні та жовті стрічки, неначе по одежі блищала огнева блискавка. Широкий золотий пояс спустився до самого долу і був засипаний зорями. П'ятниця держала в одній руці золоту чашу, в другій золотий хрест. Її біле лице з чорними бровами, її руки були прозорчасті, як туман, і світилися наскрізь проти сонця. Широкі пілки срібної одежі на краях були облиті рожевим світлом. — Це свята П’ятниця! — блиснула думка в Кайдашевій голові. — Вона мене кличе! — так здавалося Кайдашеві. |

У виданні 1887 року автор також подав інше закінчення твору. У першодруку 1879 року останні рядки твору були такі:
|  | Діло з грушею не скінчилось і досі. А груша все розростається вшир і вгору та родить дуже рясно, неначе зумисне дражниться з Кайдашенками та їх жінками, а здорові, як горнята, груші й досі дратують малих Лаврінових та Карпових дітей. |

Автор вирішив усунути із фіналу твору нескінченність чвар і дати читачеві більш «оптимістичне» закінчення, що зрештою і стало найвідомішим. Видання повісті 1887 року лягло в основу ряду наступних прижиттєвих видань, практично незмінних.

## Зв'язок з іншими творами
«Кайдашева сім'я» складає єдиний цикл творів разом із гуморесками «Не можна бабі Парасці вдержатися на селі» (вперше надруковано в 1874), «Благословіть бабі Палажці скоропостижно вмерти» (вперше надруковано в 1875), та оповіданням «Приятелі» (1881). Разом вони вперше вийшли друком у 1887 році. Тематично з гуморесками перегукуються пізніші оповідання Нечуя-Левицького «Біда бабі Парасці Гришисі» та «Біда бабі Палажці Солов'їсі», обидва надруковані окремими виданнями в 1909 році.

## Ілюстрації

Ілюстрації Анатолія Базилевича

Серію класичних кольорових ілюстрацій до «Кайдашевої сім'ї» виконав Анатолій Базилевич для видання 1980 року. Для видання 1990 року нові чорно-білі ілюстрації створив Олександр Хорунжий. Для публікації повісті 2015 року художнє оформлення в стилі колажу виконала Лєра Ляшенко (Lera Sxemka).

## Адаптації та похідні твори

### Театр

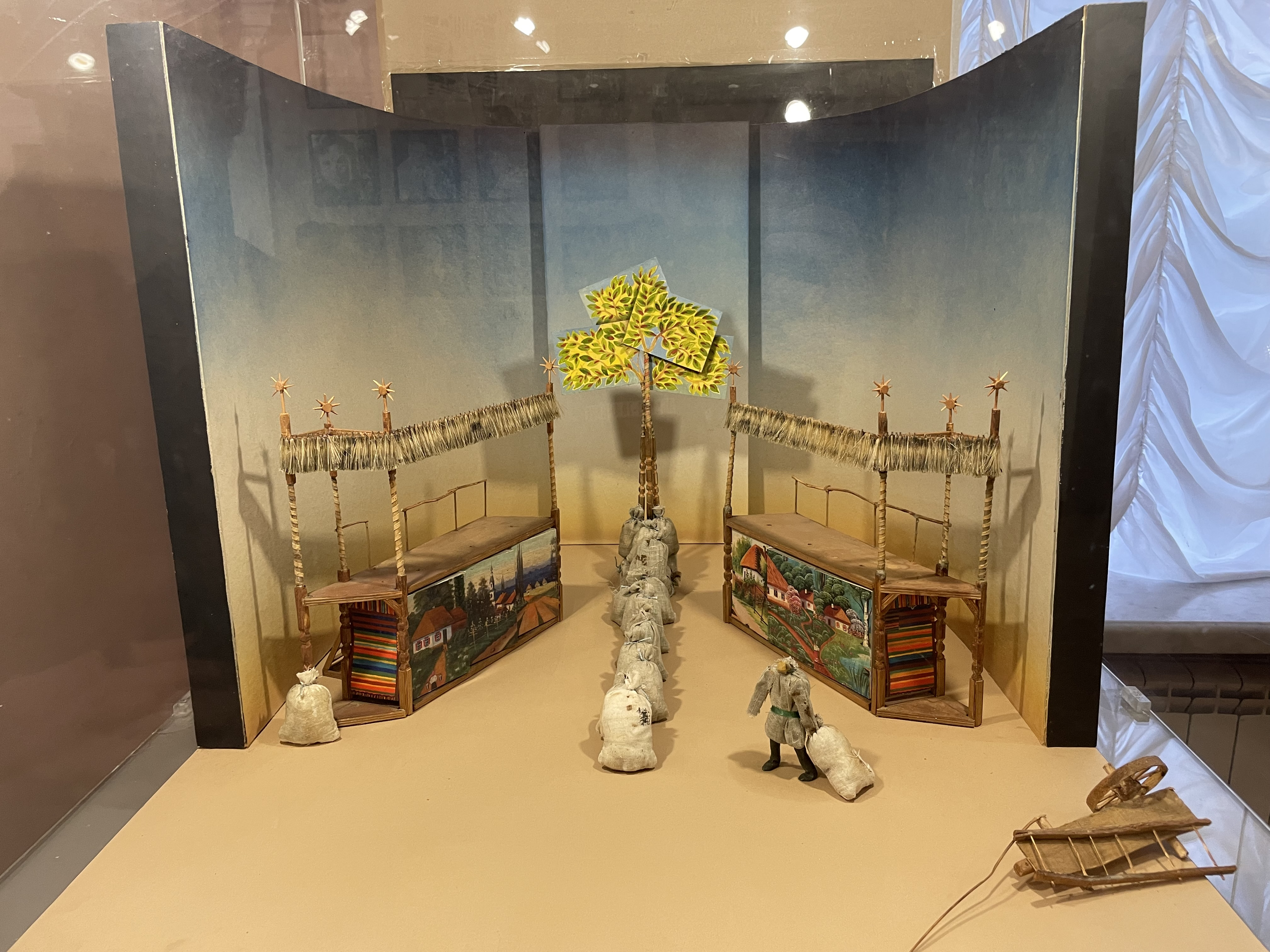
Макет до вистави «Кайдашева сім'я» (2007). Режисер — Петро Ільченко. Національний академічний драматичний театр імені Івана Франка, Київ

У різні часи сценарії за повістю Івана Нечуя-Левицького писали Микола Босак, Сергій Гержик, Наталя Дубіна, Олексій Корнієнко, Лідія Кушкова, Тетяна Магар, В'ячеслав Стасенко, Геннадій Макарчук, Василь Фащук. Інтерпретації повісті різноманітні: від трагікомедії (Національний академічний драматичний театр ім. Івана Франка, режисер Петро Ільченко) та народного шоу (Київський академічний обласний музично-драматичний театр ім. П. К. Саксаганського, автор інсценізації та режисер В'ячеслав Стасенко) до музичних комедій (Коломийський академічний обласний український драматичний театр імені І. Озаркевича, режисер О. Мосійчук за сценарієм Василя Фащука; Чернігівський обласний академічний український музично-драматичний театр ім. Т. Г. Шевченка, режисер Віра Тимченко, інсценізація Олекси Корнієнка), моновистав (Дніпропетровський академічний український музично-драматичний театр ім. Т. Шевченка, режисерка та актриса Лідія Кушкова), та масової комедії з політичними ремарками (гумористично-драматична феєрія на дві дії авторства Миколи Босака, не була поставлена на сцені).
Деякі з відомих театральних постановок за «Кайдашевою сім'єю»:
- «Кайдашева сім'я» (1987) — вистава режисера-постановника Олексія Корнієнка[14].
- «Кайдаші» (2000) — вистава за осучасненим сюжетом Миколи Яремківа[13].
- «Кайдашиха» (2001) — моновистава Лідії Кушкової-Шевченко[15].
- «Кайдашева сім'я» (2007) — вистава, комедія на 2 дії від режисера-постановника Петра Ільченка[16].
- «Кайдашева сім'я» (2008) — вистава, трагікомедія Григорія Мельника[17][18].
- «Кайдашева сім'я» (2008) — вистава, комедія на 2 дії Віри Тимченко[19].
- «Кайдашева сім'я» (2009) — вистава, трагікомедія Вадима Сікорського[20].
- «Кайдашева сім'я» (2016) — вистава, музична комедія на 2 дії Ольги Коваленко[21].
- «Кайдашева сім'я» (2018) — лялькова вистава для дорослих, трагікомедія Ігоря Федірка[22].
- «Кайдаші 2.0» (2019) — вистава Максима Голенка, сучасна інтерпретація за п'єсою Наталі Ворожбит[23][24].

### Телебачення

Постер серіалу «Спіймати Кайдаша» (2020)

- «Кайдашева сім'я» (1993—1996) — 2-серійний мінісеріал знятий режисером Володимиром Городьком для кінооб'єднанням «Консорціум Козак».
- «Спіймати Кайдаша» (2020) — 12-серійна телесеріальна осучаснена адаптація Наталки Ворожбит знята режисером Олександром Тіменком для телеканалу «СТБ».